# 山西警察学院
山西警察学院，简称山西警院，是中华人民共和国的一所全日制本科公办省属普通高等学校，位于山西省太原市。

## 历史沿革
1954年，山西省政法干部学校成立。1956年，山西省政法干部学校、山西省行政干校、山西省文化补习学校、山西省公安学校、山西省财政学校和山西省粮食培训班合并为山西省干部学校。1957年，山西省干部学校撤销，山西省政法干部学校复校。1959年，山西省政法干部学校和山西省政治学校合并为山西政法学院。1961年，山西政法学院改建为山西省政法干部学校。1970年，山西省政法干部学校撤销。1975年，山西省政法干部学校复校。1981年，在山西省政法干部学校公安中专班的基础上建立山西省人民警察学校。1991年，公安部管理干部学院山西分院和山西省人民警察学校合署办学。2000年3月，在公安部管理干部学院山西分院和山西省人民警察学校的基础上建立山西警官高等专科学校。2016年3月22日，升格为山西警察学院。

## 教学机构
- 侦查系
- 治安系
- 公安管理系
- 交通管理系
- 刑事科学技术系
- 法学系
- 网络安全保卫系
- 警务指挥与战术系（警体部）
- 马克思主义学院
- 基础部
- 成人教学部
- 培训部
- 教学质量监控部 (评估中心)[4]